# Rzędów (województwo świętokrzyskie)
Rzędów – wieś w Polsce, położona w województwie świętokrzyskim, w powiecie buskim, w gminie Tuczępy.
W latach 1975–1998 miejscowość administracyjnie należała do województwa kieleckiego.
W II dekadzie XXI wieku na terenach należących dawniej do Siarkopolu planowano powstanie Parku Odnawialnych Źródeł Energii, w którym miano produkować energię z pięciu różnych źródeł (biogaz z mieszanek organicznych, wiatr, słońce, woda rzeczna i wody termalne). Na całość miały się składać bioelektrownia połączona z biogazownią o łącznej mocy 10 MW., 6 farm fotowoltaicznych (16 MW), 3 turbiny wiatrowe (ok. 10 MW), 4 małe elektrownie wodne na rzece Wschodniej (ok. 10 KW) oraz instalacje geotermalne.

## Części wsi
| SIMC    | Nazwa     | Rodzaj  |
| ------- | --------- | ------- |
| 0275487 | Dąbrówka  | kolonia |
| 0275493 | Na Górze  | kolonia |
| 0275501 | Podlas    | kolonia |
| 0275518 | Zakupniki | kolonia |

## Dawne części wsi – obiekty fizjograficzne
W latach 70. XX wieku przyporządkowano i opracowano spis lokalnych części integralnych dla Rzędowa zawarty w tabeli 1.

| Nazwa wsi – miasta | Nazwy części wsi – miasta                                       | Nazwy obiektów fizjograficznych – charakter obiektu |
| ------------------ | --------------------------------------------------------------- | --- |
| I. Gromada TUCZĘPY |                                                                 | |
| 1. Rzędów          | 1. Dąbrówka 2. Na Górze 3. Poddąbrówka 4. Podlesie 5. Zakupniki | 1. Adamów — pole, las 2. Bieliczka — pole 3. Dąbrówka — pole, łąka 4. Dodatki — pole, łąka 5. Dworskie — pole 6. Hektary — pole 7. Kopaniny — pole 8. Łąka Dworska — pole 9. Na Górze — pole 10. Poddąbrówka — pole 11. Podlesie — pole 12. Szady Kierz — pole 13. Zagumnie — pole 14. Zakupniki — pole |

## Literatura
1. Kaczmarek Leon (red. nauk. zeszytu), Taszycki Witold (red. nauk. wyd.): Urzędowe Nazwy miejscowości i obiektów fizjograficznych. 33. Powiat staszowski województwo kieleckie. Komisja ustalania nazw miejscowości i obiektów fizjograficznych (do użytku służbowego). Z: 33. Warszawa: Urząd Rady Ministrów. Biuro do Spraw Prezydiów Rad Narodowych, 1970. Brak numerów stron w książce